# Район Аракава (Токіо)
35°44′09.90″ пн. ш. 139°47′00.14″ сх. д. / 35.7360833° пн. ш. 139.7833722° сх. д.
Райо́н Арака́ва (яп. 荒川区, あらかわく, МФА: [aɾakawa ku̥], «Аракавський район») — особливий район в японській столиці Токіо.

## Короткі відомості
Район Аракава розташований в північно-центральній частині столиці.
Станом на 1 жовтня 2008 площа району становила 10,20 км². Станом на 1 липня 2011 населення району становило 205 194 осіб.

## Галерея

Розташування
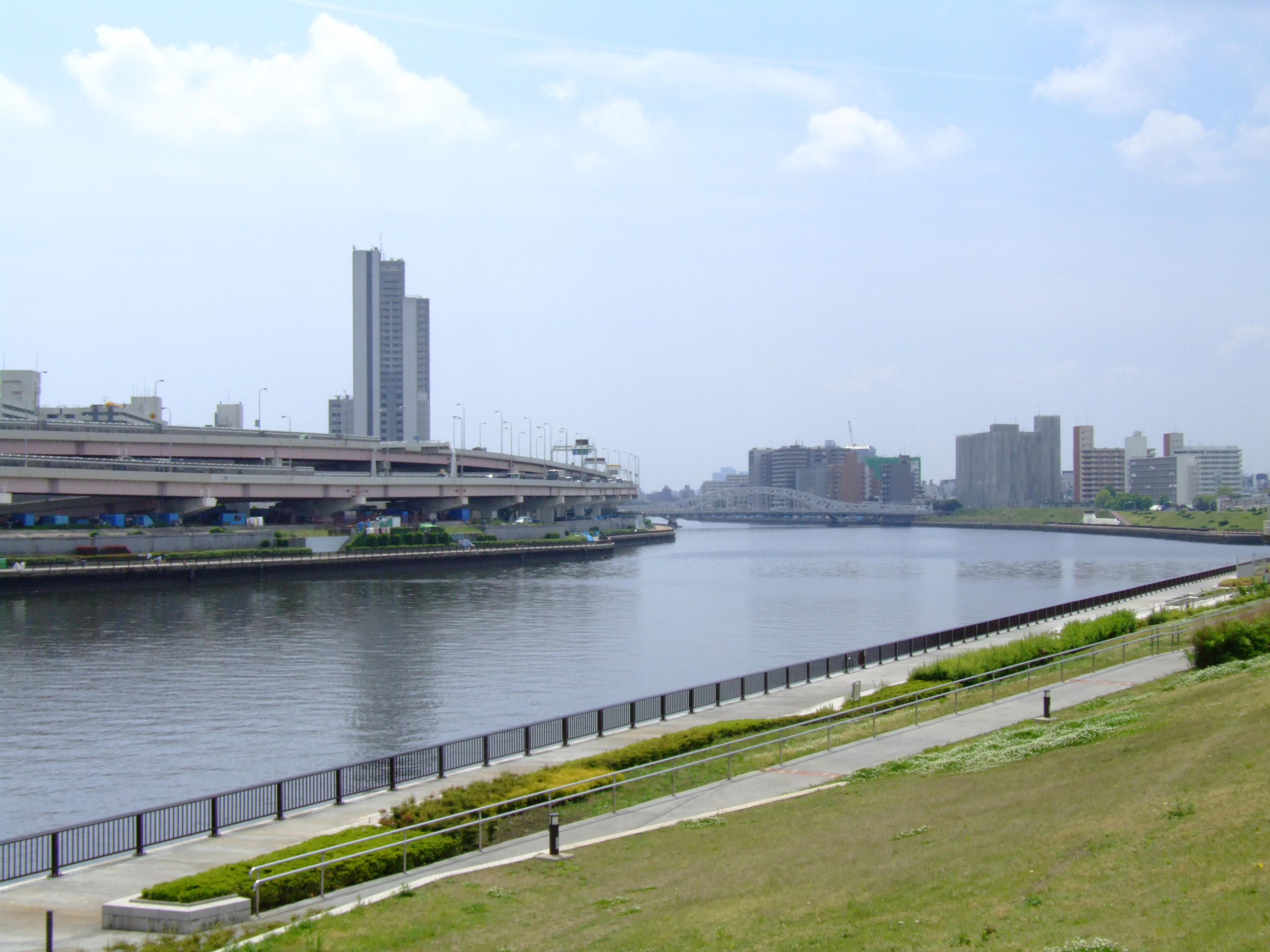
Річка Суміда